# Marian Gotkiewicz
Marian Gotkiewicz, ps. „Marian Łagoń” (ur. 7 lipca 1901 w Krakowie, zm. 11 września 1972 tamże) – polski etnograf, geograf, pedagog, badacz górali czadeckich, działacz społeczny na Spiszu i Orawie. 

## Życiorys
Wychowywał się w rodzinie nauczycielskiej, był synem Mieczysława i Władysławy z domu Łagońskiej. Od dzieciństwa interesował się przyrodą, a zwłaszcza górami, co znacznie ukształtowało jego dalsze życie.
Ukończył gimnazjum i szkołę powszechną w Krakowie. Aktywnie uczestniczył w działalności komitetu plebiscytowego w Jabłonce.
Na początku lat. 20. XX wieku, włączył się w młodzieżowy ruch krajoznawczy, rozwijany przez L. Węgrzynowicza oraz był członkiem Komisji Kół Krajoznawczych Młodzieży Szkolnej. Został współredaktorem „Orlego Lotu”, w którym umieszczał także swoje artykuły.
Studiował geografię na Uniwersytecie Jagiellońskim, gdzie był uczniem prof. L. Sawickiego i prof. J. Smoleńskiego. Na podstawie pracy Dyluwialne i predyluwialne poziomy rzeczne na Orawie w 1931 roku uzyskał doktorat.
Dr Marian Gotkiewicz organizował liczne wycieczki dla nauczycieli, prowadząc je w sposób poglądowy i przekazywał swoje, bogate metodyczne doświadczenia w tym zakresie. Wiele tras wycieczkowych dokładnie opracował i opublikował w Geografii w Szkole. Był autorem podręcznika pt. Nauczanie geografii w szkole podstawowej. Wspólnie z prof. Władysławem Szaferem napisał pracę pt. Ojcowski Park Narodowy, w której ukazuje wartości przyrodnicze i turystyczne tego obszaru.
W 1938 r. został powołany w skład komisji delimitacyjnej, która była odpowiedzialna za opracowanie korekty granicy na odcinku polsko-słowackim.
Był dwukrotnie żonaty. Pierwsza żona, Ewa, zginęła w obozie koncentracyjnym w Oświęcimiu. Z drugą, nauczycielką Julią z d. Meus, miał dwóch synów – Marka i Andrzeja. Pierwszy został etnografem, a drugi – ekonomistą.
Marian Gotkiewicz zmarł 11 września 1972 r. i pochowany został na Cmentarzu Rakowickim.

## Praca zawodowa
W 1920 r. podjął pracę nauczyciela w Podsarniu, a następnie w Głodówce na Orawie. Po studiach kontynuował pracę pedagogiczną jako nauczyciel szkół średnich, a od 1937 r. – jako inspektor przedmiotowy.
W latach 30. podjął badania wśród polskich górali w okolicach Czadcy na Słowacji. Podczas badania ich wędrówek, poznał skupiska tej grupy etnicznej na rumuńskiej Bukowinie.
W czasie okupacji uczestniczył w tajnym nauczaniu. Po II wojnie światowej uczył w liceum i studium nauczycielskim, a w latach 1950–1961 pracował jako wykładowca w Wyższej Szkole Pedagogicznej oraz Wyższej Szkole Ekonomicznej w Krakowie.
Był członkiem PTTK i Polskiego Towarzystwa Geograficznego, a także posiadaczem Medalu im. Aleksandra Janowskiego.
W 1968 r. został członkiem Komisji Nauk Geograficznych oddziału PAN w Krakowie.

## Ordery i odznaczenia
- Krzyż Kawalerski Orderu Odrodzenia Polski[1]
- Srebrny Krzyż Zasługi (11 listopada 1934)[4]

## Publikacje
Dorobek autorski Mariana Gotkiewicza obejmuje ponad 200 pozycji o charakterze naukowym i popularnonaukowym, których tytuły odzwierciedlają jego szerokie zainteresowania badawcze, obejmujące geologię, geografię fizyczną i historyczną, ochronę przyrody, problemy osadnicze, demograficzne i narodowościowo-wyznaniowe, a także kulturę ludową i folklor.
Wybrane publikacje:
- Gdy Tatry „Dunaj” oblewał dokoła („Wierchy” 1951).
- Z biegiem Orawicy i Orawy („Wierchy” 1962).
- Atlas geograficzny dla szkół powszechnych i I kl. gimnazjum, 1945. (skrypt łącznie z S Milatową).
- O Polakach w okręgu Czadeckim, 1938. „Wiadomości geograficzne”. T. XII, z. 4, 1938. Czas. geogr.
- Z biegiem Orawicy i Orawy, 1962. „Wierchy”, s. 159–171.
- Migracje ludności polskiej na południową stronę Karpat,1962. „Rocznik naukowo-dydaktyczny”. WSP, Kraków z.10.
- Od Dunaju po Tatry, 1937. Słowacja i Słowacy, praca zbiorowa pod red. Wł. Semkowicza T. I. Kraj i ludzie, Kraków.